# بيتر مانينو
بيتر مانينو (بالإنجليزية: Peter Mannino)‏ هو لاعب هوكي الجليد أمريكي، ولد في 17 فبراير 1984 في فارمنغتون هيلز في الولايات المتحدة.

## وصلات خارجية
- بيتر مانينو على موقع دوري الهوكي الوطني (الإنجليزية)
- بيتر مانينو على موقع EliteProspects.com (الإنجليزية)
- بيتر مانينو على موقع HockeyDB.com (الإنجليزية)